# 푸쉐펑
푸쉐펑(浦薛鳳, 포설봉, 1900년 2월 5일~ 1997년 1월 7일)은 중화민국의 전 정치학자, 정치인이다.
푸쉐펑은 장쑤성에서 태어났다. 1913년~1921년 베이징의 칭화 대학에서 수학하였으며 1919년에 뤄룽지, 원이둬 등과 함께 오사운동에 참여하였다. 1921년~1926년 미국 미네소타의 햄라인 대학을 마치고 하버드 대학 대학원에서 정치학 석사 학위를 취득하였다. 1926년에 귀국 후 저장 대학에서 정치학을 가르쳤고 칭화 대학 법학원 정치학 교수를 지냈다. 중일전쟁 기간에 쿤밍의 국립 서남연합대학 법학원에서 정치학 교수로 재직 중에 1939년 이후로 중화민국 국방 최고위원회 참사관, 행정원 부비서장, 중국 국민당 중앙일보(中央日報) 주필 등을 역임하였다. 1948년에 타이완으로 이주한 뒤 국립 정치대학 교무처장, 정치연구소 소장, 타이완 상무인서관 총편집 등을 역임하였다. 1958년부터 3년간 중화민국 교육부 정무차관을 역임하였고, 미국으로 이주하여 1962년 이후로 브리지포트 대학과 세인트 존스 대학 교수를 지냈으며, 로스앤젤레스에서 사망하였다.